# COVID-19 Finanzierungsagentur des Bundes
Die COVID-19 Finanzierungsagentur des Bundes GmbH (COFAG) ist ein österreichisches Unternehmen. Ihre Gründung im Februar 2020 wurde durch das 3. COVID-19-Gesetz nachträglich genehmigt. Durch diese Gesetzesänderungen durch das 3. COVID-19-Gesetz sollen weitere rechtliche Grundlagen für Maßnahmen geschaffen werden, um die sogenannte COVID-19-Krise in Österreich zu bewältigen.
Am 30. Juni 2024 soll mit der Abwicklung der COFAG begonnen werden, bis Ende Dezember 2024 soll die Hilfsagentur vollständig liquidiert werden.

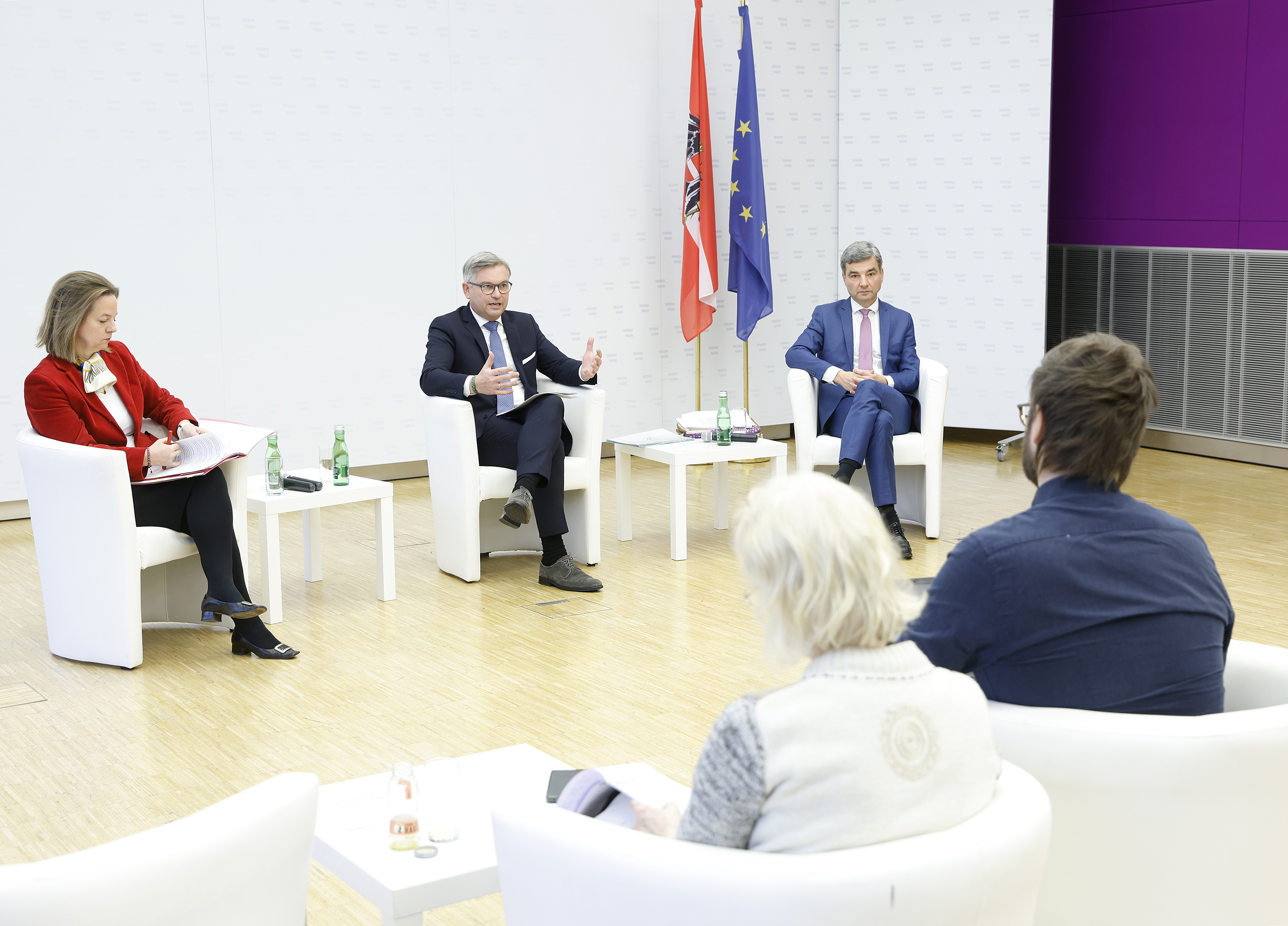
Pressekonferenz zur Abwicklung der COFAG mit Angelika Schätz, Magnus Brunner und Wolfgang Peschorn am 18. Jänner 2024

## Gesetzliche Grundlage
Die gesetzliche Grundlage für die COFAG findet sich in Artikel 26 im 3. COVID-19-Gesetz. Mit Artikel 26 wurde wiederum das ABBAG-Gesetz geändert. Die wesentliche Änderung im ABBAG-Gesetz bezüglich der COVID-19 Finanzierungsagentur des Bundes GmbH betrifft die nachträgliche Genehmigung der am 27. März 2020 bereits gegründeten COFAG im Auftrag des Bundesministers für Finanzen.
Die Europäische Kommission hat die Beihilfen und Verteilung durch die COFAG genehmigt.

## Aufgabe und Mittelausstattung
Die COVID-19 Finanzierungsagentur des Bundes GmbH (COFAG) wurde zur
- Erbringung der Dienstleistungen und
- finanziellen Maßnahmen

gemäß § 2 ABBAG-Gesetz gegründet. Der Bund hat sich verpflichtet, die COFAG so auszustatten, dass diese in der Lage ist, kapital- und liquiditätsstützende Maßnahmen, die ihr gemäß § 2 Abs. 2 Z 7 ABBAG-Gesetz übertragen wurden, bis zu einem Höchstbetrag von 15 Milliarden Euro zu erbringen und ihre finanziellen Verpflichtungen zu erfüllen. Die COFAG wird in diesem Zusammenhang den Corona-Hilfsfonds mit rund 15 Milliarden Euro + 9 Milliarden an Garantie- und Haftungsübernahmen verwalten, der finanziell fast ein Drittel des österreichischen Staatsbudget (2018/2019) umfasst.
Mit der Verordnung des Bundesministers für Finanzen zur Bestellung eines weiteren Beauftragten gemäß Garantiegesetz 1977 und KMU-Förderungsgesetz (COVID-19-BeauftragtenV) und der 2. Verordnung des Bundesministers für Finanzen gemäß § 3b Abs. 3 des ABBAG-Gesetzes betreffend Richtlinien über die Ergreifung von finanziellen Maßnahmen, die zur Erhaltung der Zahlungsfähigkeit und zur Überbrückung von Liquiditätsschwierigkeiten von Unternehmen im Zusammenhang mit der Ausbreitung des Erregers SARS-CoV-2 und den dadurch verursachten wirtschaftlichen Auswirkungen geboten sind wurde der COVID-19 Finanzierungsagentur des Bundes GmbH mit 13. April 2020 noch weitere Aufgaben übertragen. Die COFAG ist bei Ausübung der Funktionen gemäß § 1 Abs. 1 der COVID-19-BeauftragtenV im Hinblick auf die übertragenen Verpflichtungen des Bundesministers für Finanzen nach dem
- Garantiegesetz 1977 im Zusammenhang mit § 1 Abs. 2a Garantiegesetz 1977 und nach dem
- KMU-Förderungsgesetz im Zusammenhang mit § 7 Abs. 2a KMU-Förderungsgesetz,

als weitere Beauftragte des Bundesministers für Finanzen gemäß § 5 Abs. 1 Garantiegesetz 1977 und § 7 Abs. 4 KMU-Förderungsgesetz, weisungsfrei.
Mit der Verordnung des Bundesministers für Finanzen vom 25. Mai 2020 (BGBl. II Nr. 225/2020), wurden gemäß § 3b Abs. 3 des ABBAG-Gesetzes die Richtlinien über die Gewährung von Zuschüssen zur Deckung von Fixkosten von Unternehmen, welche durch die COVID-19-Maßnahmen der österreichischen Bundesregierung besonders geschädigt wurden, erlassen.
Bis Juli 2022 wurden von der COFAG rund 13 Milliarden Euro an COVID-19-Hilfen ausbezahlt. Aus dem COVID-19-Ausfallbonus wurden 4,9 Milliarden, für den COVID-19 Fixkostenzuschuss rund 3,6 Milliarden, im Rahmen des COVID-19 Lockdown-Umsatzersatz rund 3,4 Milliarden und im Rahmen des COVID-19 Verlustersatz rund eine Milliarde ausbezahlt. Zusätzlich noch rund 130 Millionen Euro für land- und forstwirtschaftliche Betriebe. Insgesamt wurden bis Ende Juli 2022 rund 17 Milliarden Euro an Förderungen aus Steuergeld ausbezahlt bzw. Garantien übernommen. Der Rechnungshof schreibt in seinem ersten Rohbericht vom August 2022 (siehe unten) von einem „erheblichen Risiko für Überförderungen“ von Unternehmen durch die COFAG.

## Prüfungen
Die Gewährung von Förderungen aus Steuergeldern von gemäß § 3b Abs. 1 ABBAG-Gesetz begünstigten Unternehmen (Empfänger von Zuschüssen im Sinn des § 1 Z 1 lit. a CFPG bzw. garantiewerbendes Unternehmen im Sinn des § 1 Z 1 lit. b CFPG) kann vom Finanzamt überprüft werden. Zuständig ist das Finanzamt, welches für die Erhebung der Umsatzsteuer beim betreffenden Unternehmen zuständig wäre (§ 6 CFPG).
Dabei wird die Richtigkeit der vom begünstigten Unternehmen zum Zwecke der Erlangung eines Zuschusses (§ 1 Z 1 lit. a CFPG) oder der Garantieübernahme (§ 1 Z 1 lit. b CFPG) erteilten Auskünfte, vorgelegten Unterlagen oder Bestätigungen bzw. die Plausibilität der zur Ermittlung der Höhe des Zuschusses oder der Grantieübernahme angegebenen Daten überprüft.
Die Prüfung kann im Rahmen einer abgabenrechtliche Prüfung oder Nachschau oder aber auch als beauftragte Förderungsprüfung auf Weisung des Bundesministers für Finanzen (§ 7 CFPG) erfolgen.
Die Prüfungsergebnisse sind gemäß § 8 CFPG, wenn Zweifel an der Richtigkeit der vom Unternehmen zum Zwecke der Erlangung eines Zuschusses (§ 1 Z 1 lit. a CFPG) oder einer Garantieübernahme (§ 1 Z 1 lit. b CFPG) erteilten Auskünfte, vorgelegten Unterlagen oder Bestätigungen bzw. an der Plausibilität der zur Ermittlung der Höhe des Zuschusses (§ 1 Z 1 lit. a) oder der Garantieübernahme (§ 1 Z 1 lit. b) angegebenen Daten bestehen, in einem gesonderten Prüfungsbericht:
1. im Fall des § 1 Z 1 lit. a CFPG der COFAG sowie dem Bundesminister für Finanzen,
2. im Fall des § 1 Z 1 lit. b CFPG der AWS bzw. der ÖHT und dem Bundesminister für Finanzen,

zu übermitteln.

## Zivilrechtliche Sonderbestimmungen
Nach Inkrafttreten des 3. COVID-19-Gesetz vom 4. April 2020, mit welchem unter anderem die COVID-19 Finanzierungsagentur des Bundes GmbH gegründet wurde, wurden die § 6b und 6c im ABBAG-Gesetz durch Artikel 6 des 18. COVID-19-Gesetzes (BGBl. I Nr. 44/2020) vom 14. Mai 2020 eingefügt. Nach diesen Änderungen gelten Bestimmungen des Allgemeinen bürgerlichen Gesetzbuchs (ABGB) nicht im Zusammenhang mit einer finanziellen Maßnahme gemäß § 2 Abs. 2 Z 7 ABBAG-Gesetz.
- Die Bestimmungen des § 1396a Abs. 1 und 2 ABGB gelten nicht für im Zusammenhang mit einer finanziellen Maßnahme gemäß § 2 Abs. 2 Z 7 vereinbarte Zessionsverbote (§ 6b). In allen anderen Fällen ist eine Vereinbarung, dass eine Geldforderung zwischen Unternehmern aus unternehmerischen Geschäften nicht abgetreten werden darf (Zessionsverbot) nur dann verbindlich, wenn sie im Einzelnen ausgehandelt worden ist und den Gläubiger unter Berücksichtigung aller Umstände des Falles nicht gröblich benachteiligt wird. Auch ein solches Zessionsverbot steht der Wirksamkeit einer Abtretung aber nicht entgegen; sobald die Abtretung und der Übernehmer dem Schuldner bekannt gemacht worden sind, kann dieser nicht mehr mit schuldbefreiender Wirkung an den Überträger leisten, es sei denn, dass ihm dabei nur leichte Fahrlässigkeit zur Last fällt (§ 1396a Abs. 1 ABGB). Rechte des Schuldners gegen den Überträger wegen der Verletzung eines verbindlichen Zessionsverbots bleiben unberührt, sie können aber gegen die Forderung nicht eingewendet werden. Der Übernehmer haftet dem Schuldner nicht allein deshalb, weil er das Zessionsverbot gekannt hat (§ 1396a Abs. 2 ABGB).
- Im Hinblick auf die Bestimmung des § 1346 Abs. 2 ABGB bedarf es für eine finanzielle Maßnahme gemäß § 2 Abs. 2 Z 7, mit der eine Haftung von der Gesellschaft oder einer Tochtergesellschaft nach § 2 Abs. 2a ABBAG-Gesetz übernommen wird, zu ihrer Wirksamkeit nur einer elektronischen Übermittlung. Die Unterzeichnung einer Garantieerklärung durch die Bevollmächtigte kann in diesem Fall durch eine Nachbildung der eigenhändigen Unterschrift (Faksimile) erfolgen. Bei allen anderen Bürgschaftsverträgen lt. § 1346 ABGB ist erforderlich, dass die Verpflichtungserklärung des Bürgen schriftlich (im Original) abgegeben wird.

## Organisation
Auf Vorschlag des damaligen Finanzministers Gernot Blümel (ÖVP) wurden zwei Geschäftsführer bestellt: Bernhard Perner (ÖVP-nahe, langjährig im Kabinett von ÖVP-Finanzministern für Banken zuständig) und Marc Schimpel (Grüne, früherer Büroleiter Werner Koglers). Daneben wurden noch 17 weitere hochdotierte Positionen besetzt: ein neunköpfiger Beirat und ein, nicht zwingend erforderlicher aber dennoch eingesetzter, achtköpfiger Aufsichtsrat.
Im Juni 2022 wurde Ulrich Zafoschnig Nachfolger von Bernhard Perner als Geschäftsführer der COFAG, ein österreichischer Jurist und ehemaliger Politiker (ÖVP).

## Kritik
Bereits seit Beginn der Gründung der COFAG befindet sich diese auch in der Kritik. Die Wirtschaftskammer Österreich und die Landwirtschaftskammer begrüßten die Gründung der COFAG, weil damit die Auswirkungen der weltweiten Pandemie auf die heimische Wirtschaft wirksam abgefangen werden.

### Politische Opposition
Die NEOS hingegen kritisieren die Abgabe budgetärer Verantwortung des Finanzministers an eine private GmbH in Zusammenhang mit der Einrichtung der COVID-19-Finanzierungsagentur (COFAG). Vieles sei obskur und müsse noch durchleuchtet werden, sagte Josef Schellhorn und stellte die Ablehnung des Gesamtpakets durch seine Fraktion in Aussicht, wenn offene Fragen zuvor nicht geklärt werden. Ähnlich die SPÖ.
Die Opposition forderte einen Unterausschuss des Budgetausschusses statt eines Beirates zur Kontrolle der Vergabe von Steuergeld-Milliarden an COVID-19-Krisenhilfe. Nach tagelanger Diskussion schloss der Finanzminister Gernot Blümel (ÖVP) dies nicht mehr aus und Beratungen der fünf Klubobleute sollten beginnen. Schlussendlich wurde der verlangte Unterausschuss zum Budgetausschuss von den Regierungsparteien ÖVP und Grüne verweigert. Es gäbe genügend mögliche Information im COFAG-Beirat. SPÖ, FPÖ und NEOS jedoch nahmen diese Möglichkeit, im COFAG-Beirat einzusitzen, aus Protest nicht war. Trotz 17 parlamentarischer Anfragen an die Regierung (ÖVP und Grüne) erhielt die Opposition keine Antworten zu Beraterkosten, Hilfszahlungen und anderem.
Am 14. Juli 2021 bekräftigten SPÖ, FPÖ und NEOS ihre Beanstandungen an der „Blackbox COFAG“. Sie würden sich via Drittelbeschwerde an den Verfassungsgerichtshof (VfGH) wenden, um das COFAG-Konstrukt zu bekämpfen und neu zu bauen. Die Opposition vermisst parlamentarische Kontrolle der COFAG, diese verteile aber aus Steuergeld „freihändig“ 15 Mrd. Euro. Gleichzeitig fehle es Unternehmen an Rechtssicherheit, da sie keine Bescheide erhielten. Man wolle auch die Vermischung von Hoheitsrecht und Privatrecht bei der COFAG vom VfGH prüfen lassen. Der Verfassungsgerichtshof entschied jedoch im Dezember 2021, dass die COFAG weder gegen Legalitätsprinzip noch gegen Grundsätze der Staatsorganisation verstoße (G 233/2021 u. a.). Der Rechnungshof stellte hingegen dann in seinem Rohbericht vom August 2022 fest: „Die COFAG entstand binnen weniger Tage, ohne nachvollziehbare Dokumentation der Willensbildung und Entscheidungsfindung im Finanzministerium sowie ohne ein Mindestmaß an Begründung und Abwägung der Alternativen“.
NEOS und SPÖ fordern einen Untersuchungsausschuss.

### Rechnungshof
Gemäß Rechnungshof in seinem ersten Rohbericht haben die Verantwortlichen der COFAG im Zeitraum März 2020 bis Juni 2021 „erschreckend“ gewirtschaftet. Es gab unter anderem hohe Beraterkosten (über 21 Millionen Euro), unverständliche Besetzungen der Gesellschaft, mangelhafte Dokumentation, zu wenig Einbindung der zuständigen Finanzabteilung im Finanzministerium und anderer kompetenter Beamter, Mehrfachbezügen des Ex-Chefs Bernhard Perner etc. Die Einrichtung der COFAG sei wenig zweckmäßig gewesen. Die Opposition sieht gemäß diesem Rechnungshof-Rohbericht ihre früheren Bedenken bestätigt. SPÖ-Finanz- und Budgetsprecher Jan Krainer meinte nach Veröffentlichung des Rohberichts des Rechnungshofes: „Es war immer ein Konstrukt, das lediglich das Ziel hatte, möglichst unkontrolliert und daher ungeniert Geld zu verteilen und dabei sich selbst, die eigene ÖVP-Familie, nicht zu kurz kommen zu lassen“. NEOS-Budget- und -Finanzsprecherin Karin Doppelbauer meinte, dass ohne zusätzlichen Nutzen eine Stelle geschaffen wurde, die die Auszahlung von Coronahilfen lediglich verkompliziert hat und ein reiner Selbstzweck für Kurz-Intimus Perner war. Die NEOS hätten „davor gewarnt, dass die COFAG ein schwarzes Loch, eine intransparente Blackbox ist“. Die ÖVP hingegen verteidigt die COFAG und die Leitung derselben.
Im Endbericht empfiehlt der Rechnungshof die COFAG aufzulösen. Für den Rechnungshof ist grundsätzlich unklar, wozu es die COFAG überhaupt als eine solche neue Abwicklungsstelle gebraucht habe.

### Parlamentarischer Untersuchungsausschuss
Im Endbericht zum parlamentarischen Untersuchungsausschuss zur COFAG vom 5. Juni 2024 wird die Kritik an der COFAG wiederholt, die bereits von der politischen Opposition, vom Rechnungshof und vom Verfassungsgerichtshof geäußert wurde. Die Förderungen über ein ausgegliedertes Unternehmen, die COFAG, sei verfassungs- und rechtswidrig gewesen und auch viel teurere, als eine Abwicklung über staatliche Verwaltungsstrukturen. Es habe zwar keinen Beweis gegeben, dass ÖVP-nahe Milliardäre bei der EDV-gesteuerten Auszahlung von COVID-19-Förderungen bevorzugt wurden, jedoch hätten manche Konzerne besonders von den COVID-19-Förderungen profitiert, indem sie für zahlreiche Einzel-GmbHs Anträge gestellt hatten. Dies sei eine parteiunabhängige Bevorzugung von Milliardären gewesen.

## Untersuchungen des Verfassungsgerichtshofes
Nachdem von vielen Seiten Kritik an der Gebarung der COFAG nicht abgerissen hat, hat der Verfassungsgerichtshof (VfGH) im Oktober 2022 von Amts wegen ein Gesetzesprüfungsverfahren zu den Finanzhilfen während der COVID-19-Krise eingeleitet. Mit Erkenntnis des Verfassungsgerichtshof erklärte dieser die COFAG für verfassungswidrig. Diese muss bis zum 31. Oktober 2024 abgewickelt werden. Sowohl die Aufgabenübertragung an diese nach privatem Recht organisierte Gesellschaft als auch bestimmte Förderrichtlinien seien verfassungswidrig.